# Helviens
Les Helviens (en latin Helvii) sont un peuple gaulois localisé dans le sud du Vivarais (partie sud de l'actuel département de l'Ardèche), autour de la ville d'Alba à l'époque gallo-romaine. 
Ils apparaissent dans l'Histoire lors de la conquête par Rome du sud-est de la Gaule et de la création de la province de Gaule Narbonnaise (vers -120). 

## Géographie

### Limites et peuples limitrophes
Le territoire des Helviens ou Helvie, dans la partie sud du département de l'Ardèche, est délimité par le Rhône et les Cévennes.
Strabon, dans sa Géographie, dit que le Rhône limite l'Helvie à l'Est, la séparant des Cavares (Drôme). 
Au nord, les Helviens ont pour voisins les Segovellaunes, au nord-ouest les Vellaves, au sud-ouest les Gabales, au sud les Volques Arécomiques. 
Si l'on prend comme référence le territoire du diocèse de Valence au Moyen Âge, leur limite septentrionale se trouve sur la ligne de hauteurs entre l'Eyrieux et l'Ouvèze, plutôt que sur l'Ouvèze même.

### Villes
Leur première capitale pourrait être le site fortifié de Jastres-Nord (Lussas). 
La capitale romaine est Alba (Alba Helviorum).

## Histoire

### La conquête romaine (125-121)
Lorsque les Romains entrèrent en moyenne vallée du Rhône, ils vainquirent une coalition commune aux Allobroges et aux Arvernes du roi Bituit, en -121 lors de la bataille du confluent. À aucun moment, l'implication des Helviens n'est attestée dans les textes.
Bituit est emprisonné à Rome.

### Dans la province de Gaule narbonnaise
Les territoires des Allobroges et des Helviens sont intégrés à la province romaine de Narbonnaise, qui s'étend des Pyrénées au lac Léman. 
Les élites helviennes comme Valérius Procillus se romanisent rapidement.[réf. nécessaire]

### Période de la guerre des Gaules (58-52av. J.-C.)
L'intervention de Jules César, proconsul de Narbonnaise, en Gaule chevelue commence en -58.
En 52, César se met en marche avec une partie des renforts, franchissant la ligne des Cévennes, en s'ouvrant un chemin à travers la neige (par le col du Pal ?) et tomba comme la foudre au milieu des Vellaves, dont la capitale était alors Ruessio (Saint-Paulien).[réf. nécessaire]
Au moment du soulèvement dirigé par l'Arverne Vercingétorix, les Helviens, déjà sujets de Rome, lèvent des troupes sur l'ordre de César[réf. nécessaire] afin d'éviter une attaque des Gabales, alliés aux Arvernes. Malgré cela, les Helviens sont repoussés et contraints de se réfugier dans leurs oppida. Mais la victoire de César à Alésia met fin à cette situation difficile.

### Sous l'empire romain
- Constructions : aqueducs, thermes, etc.
- La ville d'Alba : des fouilles récentes ont mis au jour plusieurs espaces urbains dont une zone religieuse nommée Bagnols[pas clair][3]

- Christianisation : le territoire semble avoir été évangélisé vers la fin du IIe siècle par saint Andéol et organisé à partir du IVe siècle[4]. Le siège épiscopal est installé au chef-lieu de la cité (il sera transféré à Viviers au VI).